# 奪命遊戲 (2004年電影)
《奪命遊戲》（義大利語：Il cartaio）是一部2004年的意大利铅黄电影，由達利歐·阿基多执导。这部电影由史蒂芬娜·若卡和利亚姆·坎宁安主演，是阿基多这一年代的第二部恐怖片（继《伴妳同行》之后）。
影片中还有一个短暂的角色由阿基多的大女儿費歐·雅金托扮演。她之前也曾出现在她父亲的电影《驚變》和《戰慄》中。

## 剧情
这部电影的故事围绕着一个连环杀手展开，他在罗马绑架年轻女性。通过架设好的网络摄像头，这个杀手挑战警方，迫使他们玩网络扑克。如果警方输了，绑架的受害者就会在荧幕上遭受折磨和谋杀。当一名英国游客成为被杀害的女孩之一时，警官约翰·布伦南（坎宁安饰）被指派处理这个案子，并很快与意大利侦探安娜·马里（若卡饰）合作。当警察局长的女儿（阿基多饰）成为杀手的最新绑架受害者时，这对搭档的工作变得异常艰巨。